# Burke (Texas)
Burke es una ciudad ubicada en el condado de Angelina en el estado estadounidense de Texas. En el Censo de 2010 tenía una población de 737 habitantes y una densidad poblacional de 105,08 personas por km².

## Geografía
Burke se encuentra ubicada en las coordenadas 31°14′12″N 94°45′51″O / 31.23667, -94.76417. Según la Oficina del Censo de los Estados Unidos, Burke tiene una superficie total de 7.01 km², de la cual 6.94 km² corresponden a tierra firme y (1.11%) 0.08 km² es agua.

## Demografía
Según el censo de 2010, había 737 personas residiendo en Burke. La densidad de población era de 105,08 hab./km². De los 737 habitantes, Burke estaba compuesto por el 88.87% blancos, el 2.99% eran afroamericanos, el 0.54% eran amerindios, el 0.14% eran asiáticos, el 0% eran isleños del Pacífico, el 6.78% eran de otras razas y el 0.68% pertenecían a dos o más razas. Del total de la población el 20.22% eran hispanos o latinos de cualquier raza.